# Roger Portalis
Pour les autres membres de la famille, voir Famille Portalis.
 (avril 2021).
Le baron Melchior-Roger Portalis, né le 22 janvier 1841 à Paris et mort le 27 décembre 1912 en son château de Thielle, est un graveur et critique d'art français.

## Biographie
Portalis appartenait à la grande famille provençale des Portalis qui a donné des jurisconsultes éminents et des hommes politiques à la France. Second fils du baron Auguste Portalis, il eut de bonne heure une vocation artistique décidée, étudiant la peinture avec Hippolyte Flandrin et la gravure avec Maxime Lalanne, dessina, peignit avec Henri Regnault, voyagea beaucoup, surtout en Italie. S’occupant de livres en même temps que d’art, il se consacra principalement l’histoire de l’art et entra dès 1882, avec le soutien de deux amis de sa famille, le baron Pichon et le comte Lanjuinais[Lequel ?], à la Société des Bibliophiles français.
Son inclination le portant surtout vers le XVIIIe siècle français, il comptait au nombre des hommes qui connaissaient le mieux l’art français du ce siècle et en écrivait le mieux, il a fait ses débuts avec un essai sur les Dessinateurs d’illustrations au XVIIIe siècle en 1877, avant de publier une œuvre en plusieurs tomes sur Les Graveurs du dix-huitième siècle, en 1880-1882. Cet ouvrage, rédigé en collaboration avec Henri Beraldi, ainsi que sa réédition du Manuel du libraire et de l'amateur de livre de Jacques-Charles Brunet, sont devenus des classiques. Il a également écrit notamment sur Adélaïde Labille-Guiard et surtout sur Fragonard. Dans son essai sur ce peintre, modèle de méthode comme de critique, l’auteur ne se contente ni d’une simple biographie, ni d’une nomenclature artistique, il entremêle le récit de la vie et l’étude des œuvres, fait revivre l’homme dans l’artiste comme l’artiste dans l’homme. Il n’est pas impossible que sa monographie n’ait pas été étrangère au renouveau dont a joui alors ce peintre.
Portalis était également un bibliophile de renom, membre de la Société des amis des livres et un amateur de gravures, vice-président de la Société de l'Estampe nouvelle en 1897. Il comptait, avec Me Paillet et quelques curieux de belles reliures et d’éditions rares, parmi les fondateurs de la Société des Livres. Il était également lauréat de la médaille d’or l’Académie de Dijon, en 1904.

## Publications

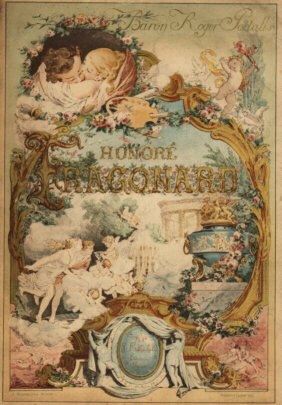
Couverture du Honoré Fragonard, sa vie, son œuvre, publié par Jules Rothschild en 1888.

- Adélaïde Labille-Guiard (1749-1803), Paris, G. Petit, 1902.
- Autour de Jehan Grolier, S.l., s.n. 1904.
- Bernard de Requeleyne, Bon de Longepierre (1659-1721), avant-propos par M. Stéphen Liégeard, Paris,  H. Leclerc, 1905.
- Charles-Étienne Gaucher : graveur : notice et catalogue, avec Henri Beraldi, Paris,  D. Morgand et C. Fatout, 1879.
- Claude Hoin (1750-1817), gouaches, pastels, miniatures, Paris, Gazette des Beaux-Arts, 1900.
- Éloge de M. Coustou le jeune, par l'abbé Gougenot, communiqué, avec un avant-propos, par le Bon Roger Portalis, Paris,  Société des Bibliophiles Français, 1903.
- Eugène Paillet, bibliophile : 1829-1901, Paris, R. Chapelot, 1902.
- François Antoine Aveline, Paris,  Damascène Morgand et Charles Fatout, 1880.
- Guide de l’amateur de livres à gravures du XVIIIe siècle, Paris, P. Rouquette, 1886.
- Henry Pierre Danloux, peintre de portraits, et son journal durant l’émigration, Paris, Pour la Société des bibliophiles français, E. Rahir, 1910.
- Honoré Fragonard, sa vie et son œuvre. 210 planches et vignettes d’après les peintures, estampes et dessins originaux ; eaux-fortes par Lalauze, Paris, J. Rothschild, 1888.
- La Collection Walferdin et ses Fragonard, Paris, A. Quantin et Cie, 1880.
- Le Bon Anatole de Claye, 1851-1903, Paris, A. Leclerc, 1903.
- Les Dessinateurs d’illustrations au XVIIIe siècle ; soixante-quatorze études biographiques d’illustrateurs de livres, français, suivies d’un appendix de biographies sommaires de dessinateurs moins connus et étrangers avec une introduction, des annotations bibliographiques des livres illustrés et une table des noms et des ouvrages cités, Paris, D. Morgand et C. Fatout, 1877 ; rééd. Amsterdam, Hissink, 1970.
- Les Graveurs du dix-huitième siècle avec Henri Beraldi, Paris, D. Morgand & Fatout, 1881-1882 ; rééd. Paris, L’échelle de Jacob, 2001.  (ISBN 9782913224155) (v. 1)  (ISBN 9782913224162) (v. 2)  (ISBN 9782913224179) (v. 3)
- Les Graveurs-amateurs du XVIIIe siècle, Paris, Imprimerie Motteroz, 1882.
- Nicolas Jarry et la calligraphie au XVIIe siècle, Paris, Techener, 1896.
- Quatre lettres du Cte de Forbin à Huyot, architecte français, communiquées par le Bon Roger Portalis. Notice biographique, par le Cte Alex. de Laborde, Paris,  impr. de Lahure, 1903.
- Scènes de la vie champêtre ; panneaux décoratifs de Fragonard, Paris, Georges Petit, 1902.
- Anatole Granges de Surgères, Les Françaises du XVIIIe siècle, portraits gravés : ouvrage orné de douze portraits d’après les originaux, préf., Paris, E. Dentu, 1887.

## Documentation
Une partie de ses archives est déposée à l'Institut national d'histoire de l'art.